# Malásia nos Jogos Olímpicos
A Malásia participou pela primeira vez dos Jogos Olímpicos em 1956, e mandou atletas para todas as edições dos Jogos Olímpicos de Verão desde então, exceto quando a Malásia participou do boicote de 1980. A Malásia só participou uma vez dos Jogos Olímpicos de Inverno (em 2018).
Como a Federação da Malásia, a nação competiu sob o nome de Malaya (MAL) nos Jogos de 1956 e 1960. Bornéu do Norte enviou um time independento para os Jogos de 1956, e Singapura também competiu nas Olimpíadas de 1948 a 1960. Após isso, essas colônias do Império Britânico formaram uma Malásia Independente em 1963, e a nação competiu pela primeira vez sob este nome nos Jogos Olímpicos de Verão de 1964. Singapura tornar-se-ia independente da Malásia em 1965 e passou a competir como país próprio a partir de 1968.
Atletas malaios ganharam um total de 4 medalhas olímpicas, todas no Badminton.
O Comitê Olímpico Nacional da Malásia foi criado em 1953 e reconhecido pelo COI em 1954.

## Lista de Medalhistas
| Medalha           | Nome                          | Jogos          | Esporte            | Evento                              |
| ----------------- | ----------------------------- | -------------- | ------------------ | ----------------------------------- |
| Medalha de bronze | Razif Sidek e Jalani Sidek    | 1992 Barcelona | Badminton          | Duplas masculino                    |
| Medalha de prata  | Cheah Soon Kit e Yap Kim Hock | 1996 Atlanta   | Badminton          | Duplas masculino                    |
| Medalha de bronze | Rashid Sidek                  | 1996 Atlanta   | Badminton          | Simples masculino                   |
| Medalha de prata  | Lee Chong Wei                 | 2008 Pequim    | Badminton          | Simples masculino                   |
| Medalha de prata  | Lee Chong Wei                 | 2012 Londres   | Badminton          | Simples masculino                   |
| Medalha de bronze | Pandelela Rinong              | 2012 Londres   | Saltos ornamentais | Plataforma 10 m individual feminino |

## Quadro de Medalhas

### Medalhas por Jogos de Verão
| Jogos          | Ouro | Prata | Bronze | Total |
| 1992 Barcelona | 0    | 0     | 1      | 1     |
| 1996 Atlanta   | 0    | 1     | 1      | 2     |
| 2008 Pequim    | 0    | 1     | 0      | 1     |
| 2012 Londres   | -    | 1     | 1      | 2     |
| Total          | 0    | 3     | 3      | 6     |

### Medalhas por Esporte
| Jogos              | Ouro | Prata | Bronze | Total |
| Badminton          | 0    | 3     | 2      | 5     |
| Saltos ornamentais | 0    | 0     | 1      | 1     |
| Total              | 0    | 3     | 3      | 6     |